# Mâle
Mâle ist eine Ortschaft und eine Commune déléguée in der französischen Gemeinde Val-au-Perche mit 643 Einwohnern (Stand: 1. Januar 2022) im Département Orne in der Region Normandie. Die Einwohner werden Mâlois genannt.
Mit Wirkung vom 1. Januar 2016 wurden die bisherigen Gemeinden Gémages, L’Hermitière, Mâle, La Rouge, Saint-Agnan-sur-Erre und Le Theil zu einer Commune nouvelle mit dem Namen Val-au-Perche zusammengeschlossen und verfügen in der neuen Gemeinde über den Status einer Commune déléguée. Der Verwaltungssitz befindet sich im Ort Le Theil. Die Gemeinde Mâle gehörte zum Arrondissement Mortagne-au-Perche und zum Kanton Ceton.

## Geographie
Mâle liegt am Fluss Huisne im Regionalen Naturpark Perche an der Grenze zum Département Eure-et-Loir, neun Kilometer südwestlich von Nogent-le-Rotrou.
Durch die Commune déléguée führt die frühere Route nationale 23 (heutige D 923).

## Bevölkerungsentwicklung
| Jahr                       | 1962 | 1968 | 1975 | 1982 | 1990 | 1999 | 2006 | 2012 |
| -------------------------- | ---- | ---- | ---- | ---- | ---- | ---- | ---- | ---- |
| Einwohner                  | 553  | 484  | 458  | 611  | 643  | 661  | 762  | 766  |
| Quellen: Cassini und INSEE |      |      |      |      |      |      |      |      |

## Sehenswürdigkeiten
- früheres Zisterzienserkloster Notre-Dame in Les Clairets
- Kirche Saint-Martin aus dem 12. Jahrhundert mit Umbauten aus dem 15. und 18. Jahrhundert, seit 1991 Monument historique
- Schloss Launay aus dem 16. Jahrhundert mit An- und Umbauten im 18. und 19. Jahrhundert, Monument historique seit 2004
- Schmiede Renaudin
- Papiermühle von Mâle, Ende des 19. Jahrhunderts erbaut, Monument historique seit 1995

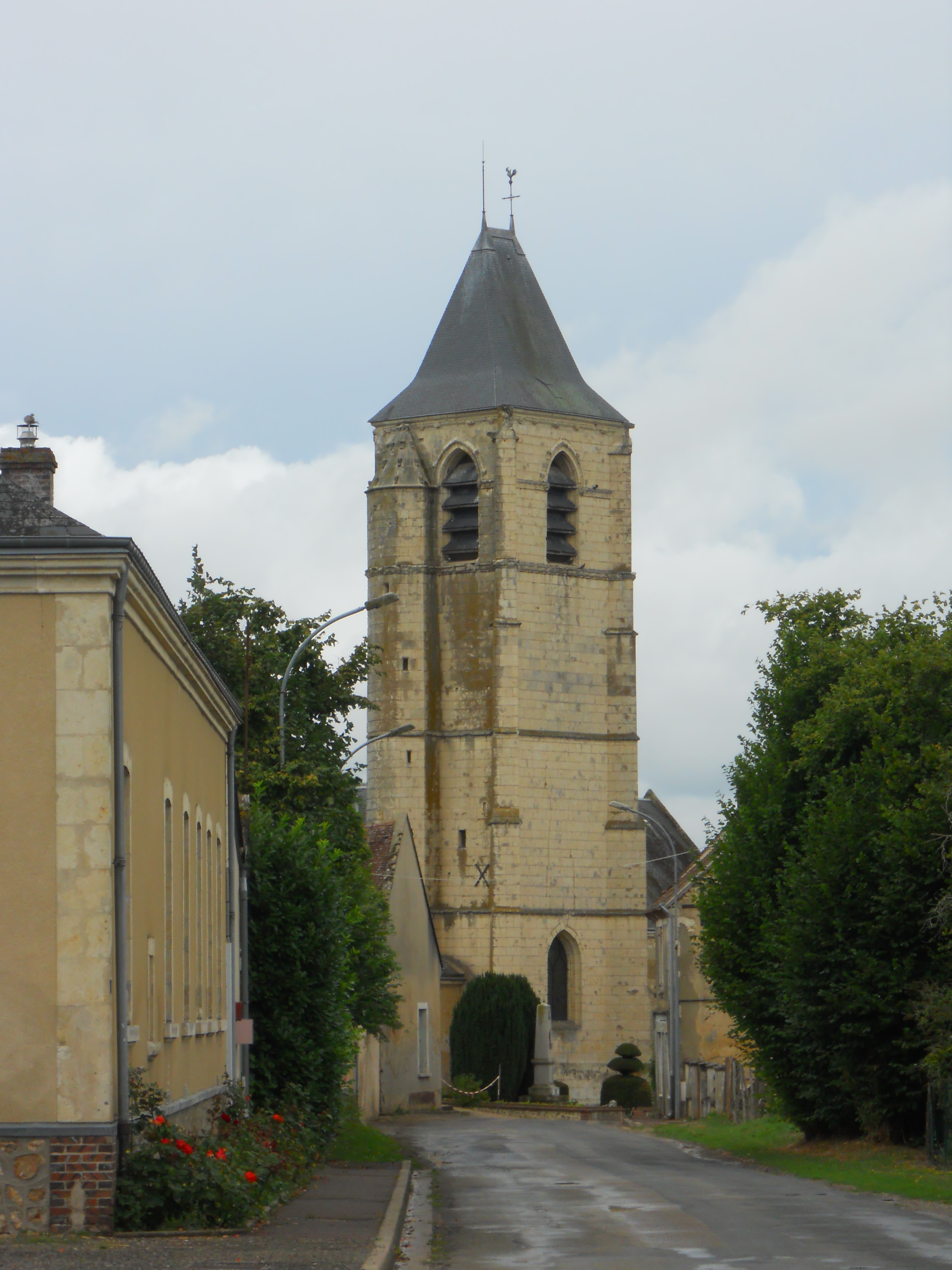
Kirche Saint-Martin